# Gerald Frank Else
Gerald Frank Else (* 1. Juli 1908 in Redfield, South Dakota; † 6. September 1982 in Chapel Hill, North Carolina) war ein US-amerikanischer Klassischer Philologe.

## Leben
Else studierte Classics und Philosophie an der Harvard University und wurde dort 1934 mit einer Dissertation zu Platons Ideenlehre promoviert. Er lehrte an der Harvard University, bis er 1943 als Kapitän zum US Marine Corps wechselte. Nach Abschluss seines Dienstes wurde er 1945 Direktor der Abteilung für Classics an der University of Iowa. Im Jahr 1954 ging er an die University of Michigan in Ann Arbor, wo er für den Rest seiner Karriere blieb. Dort leitete er von 1957 bis 1968 die Abteilung für Classics. Während dieser Zeit gründete er das Zentrum für die Koordination der antiken und modernen Studien, um die Geisteswissenschaften zu vereinen und zu zeigen, wie wichtig das Studium der antiken Welt für die moderne Literatur und moderne Belange ist.
Else arbeitete zur antiken Poetik, besonders zur Poetik des Aristoteles und zu Platon. Grundlegend ist auch heute noch seine monographische Interpretation des Gedankengangs der aristotelischen Poetik.
1961 wurde Else in die American Academy of Arts and Sciences gewählt.

## Schriften (Auswahl)
- Aristotle's poetics. The argument. Leiden 1957, OCLC 709845974.
- Origin and early form of Greek tragedy. Cambridge 1965, OCLC 709845974.
- als Herausgeber Peter Hart Burian: Plato and Aristotle on poetry. Chapel Hill 1986, ISBN 0-8078-1708-2.